# Barbara Adriaens
Barbara Pieters Adriaens, ou Willem Adriaens (1611 - après 1636), est une soldate hollandaise et travestie. Son cas fait partie des plus connus et des plus documentés de femmes travesties et d'homosexualité au cours de la nouvelle ère moderne aux Pays-Bas.

## Biographie
Née en 1611, à Brouwershaven, Barbara Pieters Adriaens est placée à treize ans dans une maison de correction, sur ordre de sa famille, pour ivresse. Elle y reste deux ans. Après sa libération, elle essaye de subvenir à ses besoins en tant que domestique et couturière. 
Elle vit à Delft, Aardenburg, Rotterdam puis Utrecht. Là, en 1627 ou 1628, elle coupe ses tresses, adopte le vêtement masculin et se présente comme un homme sous le nom de Willem Adriaens. En tant que telle, elle s'enrôle dans l'armée. À Amsterdam, le 12 septembre 1639, elle épouse une femme, Hilletje Jans, marchande de légumes ambulante, sans consommer le mariage, prétendant être malade de la syphilis. Celle-ci la soupçonne d'être une femme et, lors d'une dispute où elle l'accuse publiquement, Adriaens est presque lynchée puis traduite en justice.
Elle déclare au tribunal qu'elle n'a jamais ressenti d'attirance sexuelle pour les hommes et sa logeuse témoigne qu'elle est connue pour avoir un goût prononcé pour les prostituées. L'homosexualité est alors passible de la peine de mort. Mais la loi n'est utilisée que pour l'homosexualité masculine, car les rapports sexuels se définissent alors par pénétration, et il était jugé nécessaire qu'une femme ait un clitoris assez grand pour pénétrer une femme pour qu'il y ait acte sexuel. Le procureur requiert tout de même la peine capitale. 
Cependant, la duchesse française de Bouillon, en visite à ce moment-là, s'intéresse à l'affaire et appelle à la clémence. Finalement, les échevins d'Amsterdam prononcent le bannissement d'Adriaens pour une période de 24 ans,. Selon les rapports, elle est escortée hors de la ville par une grande foule. 
En 1636, Adriaens est à nouveau jugée à Groningen pour avoir vécu en tant qu'homme et épousé une femme de Workum, Alke Peter. Cette fois, elle est bannie à vie de la ville et de l'Ommelanden de Groningen. 
On ne sait pas ce qu'il est advenu de Barbara Adriaens par la suite.

## Contexte
Aux Pays-Bas, le travestissement des femmes, principalement pour des raisons économiques, est un phénomène récurrent aux XVIIe et XVIIIe siècles. Ce thème est très présent dans la culture populaire de l'époque et il circule plusieurs livres, gravures et chansons à ce sujet.